# Attentat à la bombe incendiaire à l'université de Washington
L'attentat à la bombe incendiaire à l'université de Washington est un incendie criminel survenu le 21 mai 2001, quand une bombe incendiaire a été déclenchée à Merrill Hall, une partie du centre d'horticulture urbaine de l'université de Washington, causant entre 1,5 et 4,1 millions de dollars de dommages. En 2012, quatre des cinq accusés conspirateurs à l'origine de l'attaque ont reconnu leur culpabilité. Un cinquième s'est suicidé en détention fédérale en attendant son procès.

## Incendie criminel et enquête
Aux premières heures de l'aube du 21 mai 2001, un dispositif comprenant un réveil numérique relié à une batterie de 9 volts et un allumeur pour modèle réduit de fusée a été placé dans un classeur dans les bureaux du professeur Toby Bradshaw. Des bidons d'essence ont ensuite été placés près du placard et la minuterie de la bombe incendiaire a été enclenchée. Vers 3 heures du matin, un agent de sécurité de l’université a signalé avoir vu « de la fumée et des flammes » monter du toit du centre horticole et le service des incendies a été appelé. Les pompiers ont mis deux heures à éteindre l'incendie, après quoi il a été constaté que le bureau dans lequel l'incendie avait commencé était brûlé et que des dégâts importants avaient été causés au hall central du bâtiment ainsi qu'à plusieurs laboratoires de botanique. 
Le Front de libération de la Terre (Earth Liberation Front, ELF) a revendiqué l'incendie 10 jours plus tard. Les activistes Lacey Phillabaum, Jennifer Kolar, Bill Rodgers, Briana Waters et Justin Solondz ont finalement reconnu leur culpabilité,. 
L'ELF pensait que le professeur Bradshaw, un phytogénéticien, s’engageait dans des expériences financées par l’industrie pour produire des arbres modifiés par génie génétique. Dans sa déclaration, l'ELF a affirmé que « Bradshaw (...) continue à libérer des gènes mutants dans l'environnement, ce qui causera certainement des dommages irréversibles aux écosystèmes forestiers. (...) Tant que les universités poursuivront cette "science" téméraire ils courent le risque de subir de lourdes pertes. Notre message reste clair, nous sommes déterminés à mettre un terme au génie génétique ». 
Bradshaw déclare que, lorsqu'il avait envisagé faire de la recherche génétique, il faisait à l'époque des expériences sur des échantillons de tissus transgéniques prélevés sur des peupliers, une espèce à croissance rapide qui, espère-t-il, pourrait éventuellement être utilisée pour réduire la nécessité d'exploiter des forêts naturelles si elles étaient plantées dans des plantations privées pour produire de la pâte à papier,. Bradshaw a été cité dans le magazine des anciens élèves de l’université de Washington : « Je n’ai jamais conçu génétiquement un arbre, encore moins libéré [un arbre génétiquement modifié] dans l’environnement », et expliqué plus en détail que des quatre-vingts échantillons de peuplier sur lesquels il avait travaillé depuis 1995, aucun n’avait quitté le laboratoire. 
Le bureau du professeur Bradshaw ne contenait que peu de matériel de recherche sur les peupliers, et l'essentiel de ce qui a été détruit dans l'incendie s'est avéré être les objets personnels et les livres de Bradshaw. Cependant, l’incendie a détruit des matériaux de recherche sur la régénération des plantes sur le mont St. Helens après l’éruption volcanique, des matériaux relatifs à la restauration des zones humides et des prairies, ainsi que des plantes à pépins destinées à être transplantées sur Cascade Mountains pour reconstituer les stocks sauvages en déclin,,. 
Avec peu de ses recherches endommagées, Bradshaw a affirmé qu'il poursuivrait ses recherches malgré l'attaque. Il a écrit dans une lettre au Los Angeles Times : « Les attaques de l'ELF sont des crimes de haine contre ceux d'entre nous dont la mission dans la vie est d'accroître les connaissances humaines et d'apporter un sentiment d'émerveillement aux cours que nous enseignons ». 
Un nouveau centre de recherche horticole a été reconstruit en 2004, pour un coût de 7,2 millions de dollars environ.